# Bataille de Pontlieue
Guerre de Vendée
La bataille de Pontlieue a lieu le 10 décembre 1793 lors de la guerre de Vendée, les Vendéens s'emparant de la ville du Mans.

## La bataille

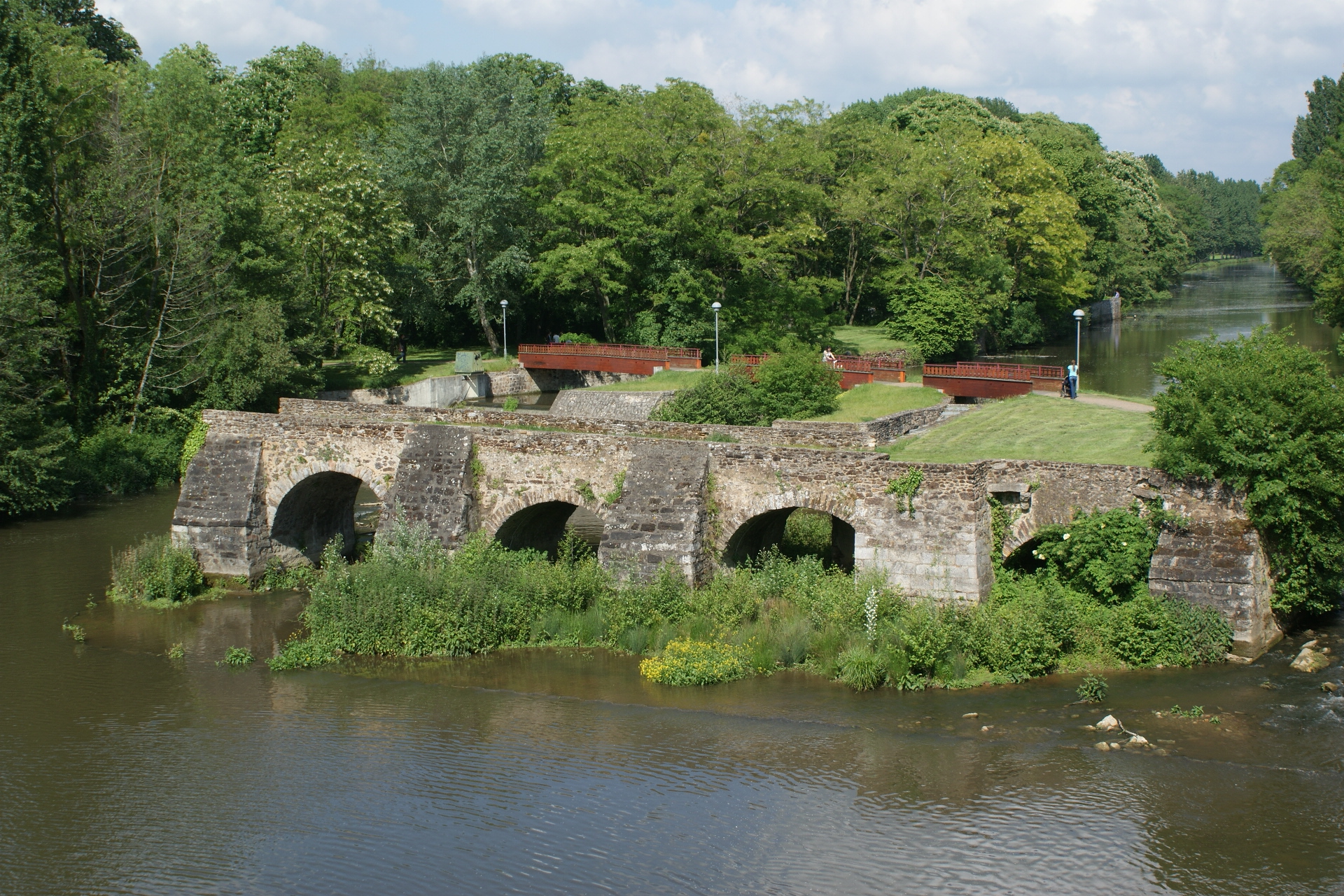
Le pont de Pontlieue ou pont des Vendéens en 2009.

Après leur victoire à la bataille de La Flèche le 8 décembre, les Vendéens font route sur le Mans. Alertés, les défenseurs de la ville construisent des fortifications sommaires, une redoute à Pontlieue sur la levée de la Mission en arrière du pont, une autre de 4 canons sur la route de Foulletourte et un poste et des abattis de bois au gué de Maulny. Au Mans, le maire Pierre Potier de la Morandière aurait ordonné de faire fusiller 200 à 300 prisonniers royalistes, parmi lesquels un grand nombre de femmes, mais le représentant Garnier de Saintes en aurait empêché l'exécution. Pour se défendre, les forces républicaines ne comptent que 3 000 à 4 000 hommes,, dont 200 hussards, la Garde nationale, trois bataillons de volontaires l'un de Valenciennes, l'autre de Saint-Denis-d'Orques en Sarthe et un dernier formé récemment de jeunes réquisitionnaires, mal armés et n'ayant jamais combattu. Ces forces sont commandées par le général Chabot et le représentant Jacques Garnier dit Garnier de Saintes.
Le 10 décembre, les Vendéens et les Chouans arrivent au Mans et attaquent sur trois fronts, Pontlieue, Maulny et Saint-Gilles. Cependant, les Républicains ne sont pas suffisamment nombreux pour résister et les positions sont prises en une demi-heure ou trois quarts d'heure. L'affrontement le plus sérieux a lieu au pont de Pontlieue où notamment 50 hussards sont repoussés. Les Vendéens s'emparent du Mans dans la poursuite, 1 500 défenseurs parviennent néanmoins à opposer une assez longue résistance dans les rues de la ville.
Par la suite des milliers de Vendéens accompagnés de blessés, de malades, de femmes et d'enfants se déversent dans la ville. Ils réquisitionnent des logements, des vivres et des vêtements. Des pillages sont commis et le lendemain quelques prisonniers sont fusillés selon le rapport des administrateurs de la Sarthe, en petit nombre cependant selon l'historien Émile Gabory, les prisonniers républicains sont relâchés après la bataille.
Les Républicains de Chabot et Garnier se replient sur Alençon où ils entrent avec 2 000 hommes le 12 décembre.